# Praequinqueloculina
'Praequinqueloculina es un género de foraminífero bentónico considerado un sinónimo posterior de Adelosina de la familia Spiroloculinidae, de la superfamilia Milioloidea, del suborden Miliolina y del orden Miliolida. Su especie tipo era Praequinqueloculina honghensis. Su rango cronoestratigráfico abarca desde el Mioceno hasta la Actualidad.

## Clasificación
Praequinqueloculina incluía a las siguientes especies:
- Praequinqueloculina honghensis
- Praequinqueloculina inconstans